# Њуел (Калифорнија)
Њуел (енгл. Newell) насељено је место без административног статуса у америчкој савезној држави Калифорнија.

## Демографија
По попису из 2010. године број становника је 449.
| Група             | 2000.    | 2010.       |
| Белци             | 0 (0,0%) | 147 (32,7%) |
| Афроамериканци    | 0 (0,0%) | 2 (0,4%)    |
| Азијати           | 0 (0,0%) | 1 (0,2%)    |
| Хиспаноамериканци | 0 (0,0%) | 271 (60,4%) |
| Укупно            | 0        | 449         |